# 1270 Datura
1270 Datura è un asteroide della fascia principale. Scoperto nel 1930, presenta un'orbita caratterizzata da un semiasse maggiore pari a 2,2347382 UA e da un'eccentricità di 0,2074764, inclinata di 5,98956° rispetto all'eclittica.
Il suo nome fa riferimento alle piante del genere Datura.